# ألبرتو بيرناردو
ألبرتو برناردو مورثيا (مواليد 14 سبتمبر 1960) هو لاعب كرة قدم إسباني سابق، كان يلعب في مركز لاعب وسط.
خاض 42 مباراة في لا ليغا مع أندية ريال مدريد، وسبورتينغ خيخون، وأوساسونا، وريال بلد الوليد، وسجل هدفًا واحدًا. كما لعب في الدرجة الثانية الإسبانية 61 مباراة، وسجل 6 أهداف مع فريقي كاستيا وريكراتيفو ويلفا. تأثرت مسيرته بعدة إصابات طويلة الأمد.

## الحياة المبكرة
وُلد برناردو في لييج ببلجيكا، لوالدين من منطقة أستورياس الإسبانية. كان والده يعمل في التعدين والخياطة. وُلد والده في سوترونديو ووالدته في لافينا، وكلاهما في كوماركا نالون.
أثناء وجوده كلاعب ناشئ في نادي هيرستال وستاندارد لييج، حاول الاتحاد الملكي البلجيكي لكرة القدم تجنيسه كمواطن بلجيكي حتى يتمكن من اللعب مع منتخب بلجيكا، لكنه لم يواصل هذا الخيار بسبب رغبته في اللعب مع منتخب إسبانيا.
نشأ برناردو في والونيا، فتقن اللغة الفرنسية بمستوى ناطق أصلي، كما تعلّم الإنجليزية والهولندية والألمانية في طفولته.

## المسيرة الاحترافية
عندما كان برناردو على وشك التوقيع مع نادي رينجرز الاسكتلندي، أتم نادي ريال مدريد صفقة ضمه وهو في السادسة عشرة من عمره. تم إعارته إلى نادي سان فرناندو دي هيناريس في دوري التيرسيرا وآر إس دي ألكالا الدرجة الثانية ب، قبل أن يلعب لفريق الاحتياطي ريال مدريد كاستيا في دوري الدرجة الثانية.
خاض برناردو أول مباراة له مع الفريق الأول في الدوري الإسباني في 11 أبريل 1982، تحت إدارة المدرب لويس مولوني. في مباراة خارج الديار أمام نادي كاستيون، دخل كبديل في الدقيقة 60 بدلًا من المبتدئ الآخر نادي إيزاك خيمينيز سيرانو في الفوز 2–1؛ وبسبب إضراب اللاعبين المحترفين، كان فريق كاستيا يلعب مكان ريال مدريد، وكانت الفرق المنافسة تمثل بفريق شبابها.
في 14 سبتمبر 1983، خاض برناردو ظهوره الأوروبي الوحيد في مسيرته، حيث خسر فريقه 3–2 خارج الديار أمام إيه سي سبارتا براغ في الدور الأول من كأس الاتحاد الأوروبي. وسجل هدفه الوحيد في الدرجة الأولى في 2 أكتوبر كبديل متأخر، ليختم الفوز 6–2 على نادي قادش في ملعبه لفريق ألفريدو دي ستيفانو؛ وبعد عشرة أيام فقط، سجّل هدفًا خلال أقل من دقيقتين ساهم في فوز فريقه 2–1 خارج الديار على نادي باداخوث في دور الـ16 من كأس ملك إسبانيا.
عانى برناردو من الإصابات طوال مسيرته، مما أدى إلى غيابه عن مباراة دولية تحت 21 سنة ضد منتخب هولندا، وكان ضمن المتابعة للانضمام للمنتخب الأول في بطولة كأس الأمم الأوروبية 1984 قبل تعرضه لانتكاسة أخرى. انتقل إلى نادي سبورتينغ خيخون في منطقة أصول والديه، حيث تعرض لإصابتين أبعدتهما كل منهما لمدة أربعة أشهر قبل أن يتم الاستغناء عنه من قبل المدرب نوفوا.
استمر برناردو في اللعب في الدوري الإسباني مع ناديي أوساسونا وريال بلد الوليد. ثم انتقل إلى درجات أدنى للعب مع أندية ريكرياتيفو هويلفا ويو دي ميليلة وسي دي موسكونيا.

## الحياة الشخصية
حتى عام 2011، كان برناردو يعمل في التعبئة والتوصيل لشركة إنتاج غذائي تُدعى أجرو مار في مدينة خيخون.